# 274843 Михайлопетренко

274843 Миха́йлопетре́нко (274843 Mykhailopetrenko) — астероїд головного поясу було відкрито в ніч з 24 на 25 серпня 2009 року кандидатом фізико-математичних наук Юрієм Іващенком та його соратником Петром Остафійчуком. Названий на честь поета Харківської школи романтиків першої половини ХІХ століття Михайла Миколайовича Петренка.
(274843) Mykhailopetrenko = 2009 QF30
08 жовтня 2014 Міжнародним центром малих планет (MPC) при МАС офіційно підтверджено про надання астероїду 274843 назви Mykhailopetrenko (реєстраційний номер MPC 90380).
Темі «небо» в творчості українського поета-романтика Михайла Петренка надане особливе місце. В роздумах, намагаючись віддалитися від життєвих проблем, Михайло звертався до далекого неба, до, мабуть, єдиної інстанції, якій він міг повністю довірити свої сльози, горе, радості й печалі:
«…І в горі спізнав я, що тільки одна —
Далекеє небо — моя сторона…»
Небо для Михайла Петренка було тією безкрайністю, куди його душа могла звертатися за будь-яких обставин й відчувати себе там спокійно, це простір, куди він мріяв «орлом бистрокрилим» «польнути», залишивши всі проблеми й негаразди на землі.
Завдяки вченим Андрушівської обсерваторії, що його ім'я увічнили на небесах, здійснилася мрія Михайла Петренка:
«…Я землю б покинув і в небо злітав!
Далеко за хмари, подальше од світу,
Шукать собі долі, на горе привіту
І ласки у зірок, у сонця просить …»
Деякі рядки його віршів збереглися в піснях, що стали народними, а пісню «Дивлюсь я на небо» в 1962 році було виконано в космосі Павлом Поповичем.